# インザーギ (ミュージシャン)
INZ（本名、生年非公開、10月17日 - ）は、日本の歌手、俳優。音楽ユニットFUZのボーカルであり、かつてはインザーギとしてヴィジュアル系ロックバンドであるメガマソのボーカルとしても活動していた。愛称はギ様、ザギ様、ザギちゃん、インザギ、イソザギ（涼平が冗談でつけた）、ザギさん等。

## 経歴
元々はR&Bやダンスミュージックの活動をしていたが、2006年に知人から偶然手渡されたインザーギのデモ音源を聴いた元・彩冷えるのギタリストである涼平がその声に惚れ込み（涼平曰く、「全部が僕に惚れさせるだけの要素をもってる人」とのこと）熱烈に誘われ、ヴィジュアル系ロックバンドメガマソのボーカリストとして活動を始める（尚、メガマソとして活動するまでは一切のバンド経験がなく、インザーギという名前も涼平が名付けたものである）。
その後、2009年4月にはフルアルバム『INZARGI』をリリースしてソロデビューを果たし、2014年10月には舞台「Club SLAZY The 3rd invitation～Onyx～」に、そして2015年8月にはスマートフォン用ゲーム『ソウルシーカー』に声優として出演した。
2015年12月16日に新宿ReNYで行われた9周年記念公演をもってメガマソがおよそ1年間の少し長めの冬眠（活動休止）に入り、その後、2016年5月27日に新しいバンドVanity Sicksを結成すると発表。さらに2017年3月8日にはTAMATE BOXとのユニットFUZを始動させた。（尚、Vanity Sicksは2016年7月22日より活動していたが、ちょうど1年後の2017年7月22日のライブをもって解散した。）
2017年11月23日、約11年間活動していたメガマソがライブ「MEGAMASSO FINAL LIVE "世界が正しい夜に、ここにいて。"」をもって解散し、2018年2月11日からはメガマソのインザーギとして最後のツアー「インザーギ＂LAST＂with MM.tour」を開催することが決定した。

## 名前の由来
メガマソを結成するにあたり、自身は当初本名っぽい名前で活動しようと考えていたが、関係者と「涼平のバンドだから、インパクトのあるものだといいね」と話していると涼平は「僕考えてきます！」と一晩考え、次の日に「いいものができたよ、かなり僕のイチオシだ」と前置きをして「インザーギってどう？」と言った。自身の第一印象は良くなかったが、涼平は理由として「これはイタリアの名前なんだけど、もし外人のバンドのボーカルが、顔は外人なのに名前が山田だったらかっこよくない？」と話した。それでもあまり理解はしていなかったが「涼平が言うなら」と了承し、その約10分後に行われた取材で「初めまして、インザーギです」と名乗ると相手から大爆笑が起こり、そこで初めて「ヴィジュアル系でもイケてない名前なんだな」と思ったが、その後涼平が「例えば、君がめちゃめちゃかっこいい名前だったとする。じゃあ、それは名前がかっこいいのか、君がかっこいいのかどっちなんだ？」「でも、そのインザーギっていう名前をこれから君がかっこいいイメージに変えていけばいい」と話し、その時のインザーギは「なんていい奴なんだ！なんていいこと言うんだこいつは！」と思ったという（そのことについてベースのGouは「マインドコントロールですね」と語っている）。

もう一つ理由として涼平は、「ヴィジュアル系って、例えばGouとか涼平も多分、字とか違うかもしれないけど他のバンドマンさんでいると思うんです。でも、僕向こう10年はインザーギって名前被りないと思うんですよ」と語っている。

インザーギという名前から、初対面の人に「サッカーやってたんですか？」と聞かれることが多いが、サッカー選手のフィリッポ・インザーギやシモーネ・インザーギとは関係なく、インザーギ自身も「サッカー自体は好きだけど、サッカー選手にそういう名前の人がいるのは知らなかった」と話している。
Vanity Sicksが結成された頃から、名義としてインザーギではなくINZを使用するようになったが、改名の理由等の公式アナウンスはない。

## ディスコグラフィー

### アルバム
- INZARGI （2009年4月4日）
- Visualist 〜Precious Hits of V-Rock Cover Song〜 （2012年3月21日）

### 参加作品
- LOUDER THAN YOUR MOTHER （2014年3月19日）
  - 鉄色クローンXのアルバム。全10曲の収録楽曲の内、5曲のボーカルを担当している。

## メディア

### インターネット配信
- 古坂大魔王のカツアゲ！ （AmebaStudio、2014年9月30日）
- ヴィジュアル系通信・改 #134[15] （ニコニコ生放送、2015年8月26日）

### 舞台
- CLUB SLAZY The 3rd invitation ～Onyx～[16]（2014年10月8日 - 10月13日） - Reti 役
- LUV SLAZY II[17]（2015年4月10日 - 4月11日） - Reti 役
- Club SLAZY SPECIAL LIVE 2016[18]（2016年12月29日 - 12月31日） - Reti 役

### テレビドラマ
- Club SLAZY Extra invitation ～malachite～[19]（2017年10月12日 - 2018年3月2日） - Reti 役

### 声優
- ソウルシーカー （2015年8月27日アップデートより）